# ردمسا (آریزونا)
ردمسا (به انگلیسی: Red Mesa) یک منطقهٔ مسکونی در ایالات متحده آمریکا است که در شهرستان آپاچی، آریزونا واقع شده‌است. ردمسا ۳۳٫۲۷ کیلومتر مربع مساحت و ۴۸۰ نفر جمعیت دارد و ۱٬۶۳۵ متر بالاتر از سطح دریا واقع شده‌است.